# Séverni (Calmúquia)
|  | Per a altres significats, vegeu «Séverni». |

Séverni (en rus: Северный) és un poble (un possiólok) de Calmúquia, a Rússia, segons el cens del 2010 tenia 45 habitants. Pertany al districte municipal d'Oktiabrski.